# Flamborough Head
Flamborough Head – przylądek w północno-wschodniej Anglii (Wielka Brytania), w hrabstwie East Riding of Yorkshire, wysunięty w kierunku wschodnim, w Morze Północne. Na południe od przylądka znajduje się zatoka Bridlington Bay.
Przylądek zbudowany jest ze skały kredowej, tworzącej w tym miejscu wybrzeże klifowe o wysokości sięgającej 120 m. Północne wybrzeże, urozmaicone przez niewielkie zatoki, jaskinie i kolumny, stanowi jedno z największych siedlisk ptactwa morskiego w Anglii, w tym głuptaków, ostrygojadów, mew, edredonów i kormoranów.
Nieopodal położona jest wieś Flamborough, a nieco dalej miasto Bridlington. Przez przylądek przebiega długodystansowy pieszy szlak turystyczny King Charles III England Coast Path.
Na przylądku znajduje się czynna latarnia morska Flamborough, wzniesiona w 1806 roku. Do dziś zachowała się także starsza latarnia z 1674 (lub 1669) roku; ta nigdy nie była eksploatowana.
Nazwa przylądka może wywodzić się od angielskiego słowa flame (płomień) i oznaczać „miejsce, gdzie pali się płomień” (rozpalony w celach nawigacyjnych). Według innej teorii nazwa powstała przez zniekształcenie staroangielskiej nazwy Flaneberg, od słowa flane (grot strzały), nawiązującego do kształtu półwyspu, którego Flamborough Head jest zwieńczeniem.

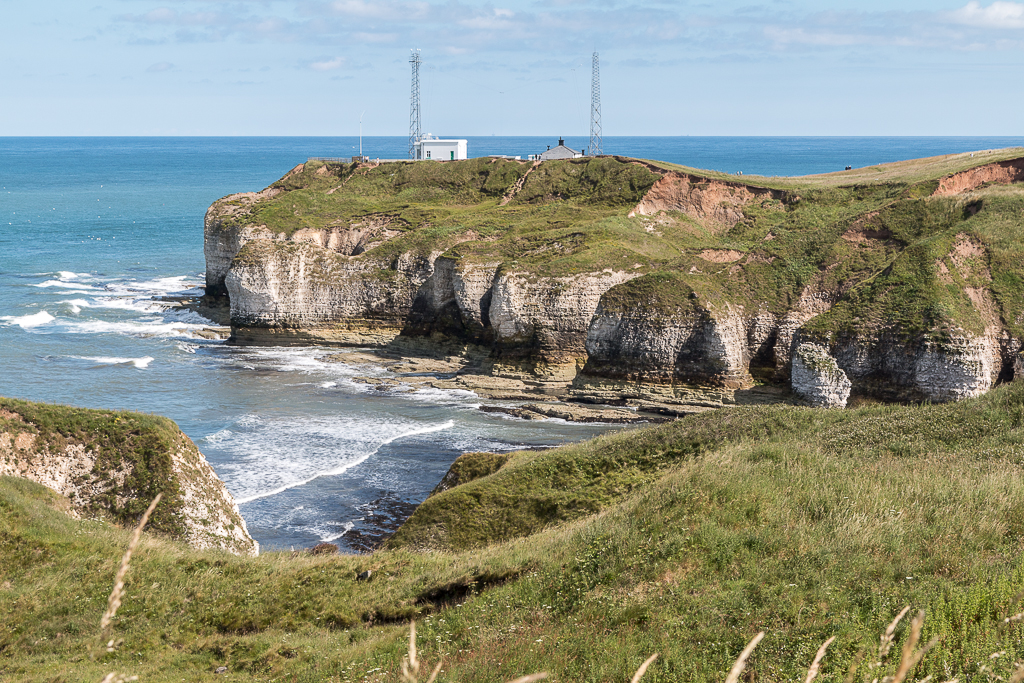
Najdalej w morze wysunięta część przylądka
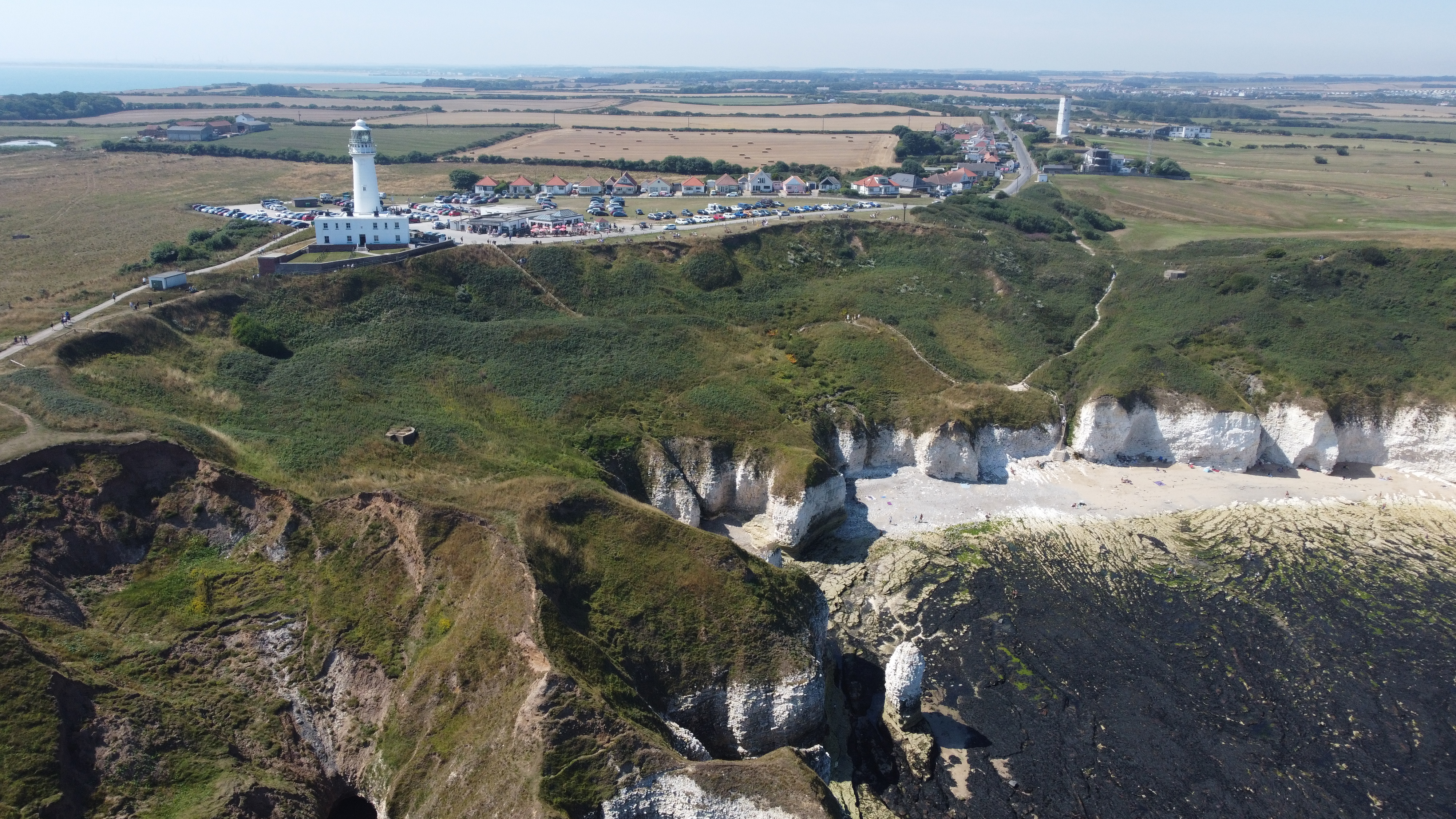
Widok na przylądek od wschodu; widoczna nowa (z lewej) i stara latarnia morska (w tle, z prawej)
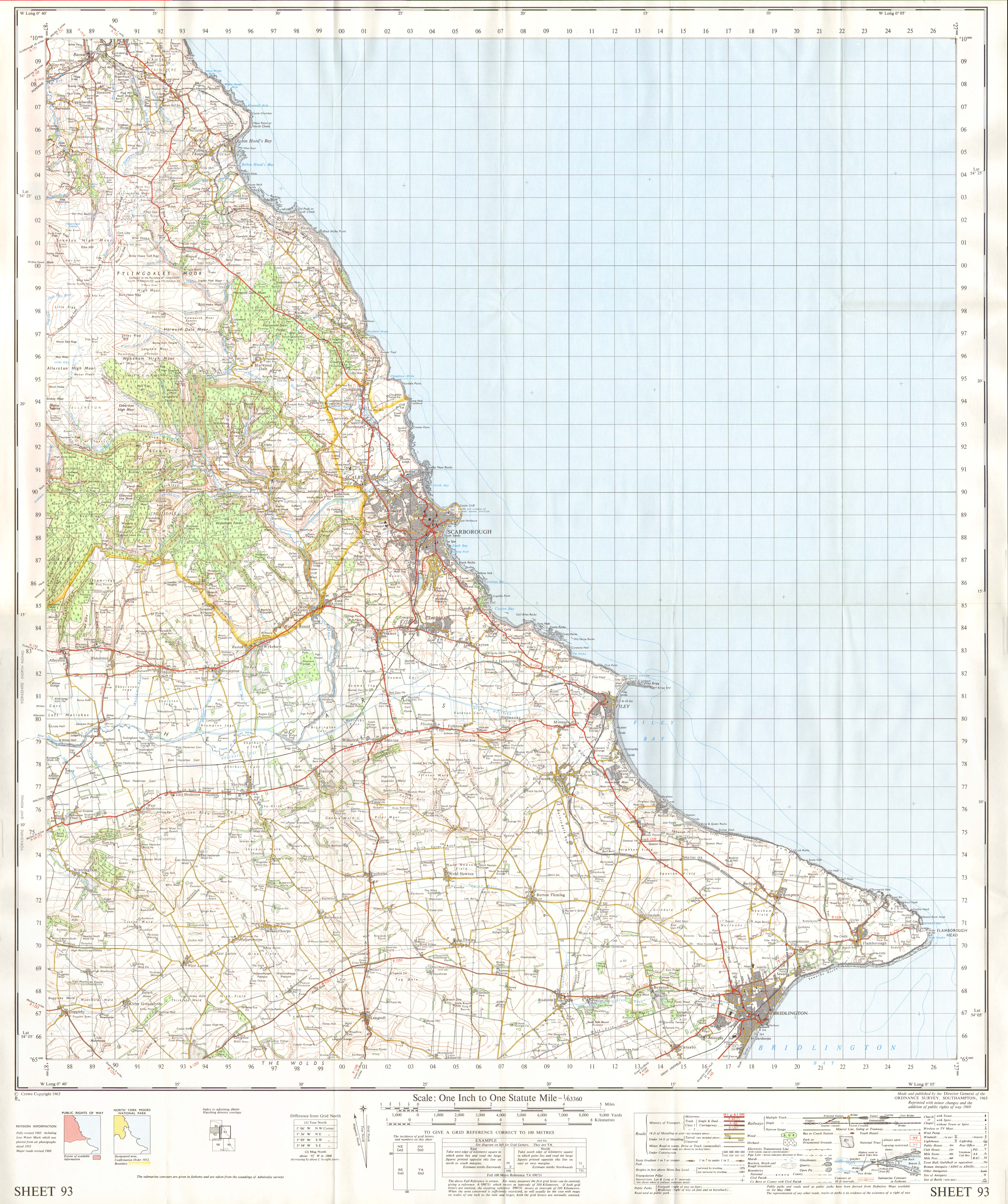
Mapa okolic miasta Scarborough (1963); Flamborough Head w prawym dolnym rogu